# تلفن همراه رئیس‌جمهور
تلفن همراه رئیس‌جمهور فیلمی به کارگردانی علی عطشانی، نویسندگی جابر قاسمعلی و تهیه‌کنندگی محسن آقاعلی اکبری محصول سال ۱۳۹۰ است.

## خلاصه فیلم
پیرمردی که شغلش باربری است و قصد خرید سیم‌کارت و تلفن همراه را دارد که دست بر قضا سیم کارت خاموش سالیان گذشته رئیس‌جمهور مورد معامله قرار می‌گیرد.

## بازیگران
| بازیگر          | نقش              |
| --------------- | ---------------- |
| مهدی هاشمی      | قربانعلی         |
| بهناز جعفری     | ملی خانم         |
| اکبر عبدی       | باجناغ قربانعلی  |
| نیکی کریمی      | خانم طیبی        |
| آتیلا پسیانی    | قاضی نقی لو      |
| علی دهکردی      | معاون اداره      |
| نیما شاهرخ شاهی | کیا              |
| مجید یاسر       | دزد موبایل       |
| خشایار راد      | مدیر خفتان موتور |
| افسانه ناصری    | خواهر ملی خانم   |
| حسام منظور      | دکتر             |

## جشنواره‌ها
جوایز فیلم تلفن همراه رئیس‌جمهور به شرح زیر است.
- دیپلم افتخار بهترین بازیگر زن (بهناز جعفری) سی‌امین دوره جشنواره فیلم فجر

## توقیف فیلم
پس از نمایش فیلم برای یکی از مقامات عالیرتبه دولتی، مجوز اکران عمومی آن در تاریخ مقرر لغو و تصمیم‌گیری برای اکران یا عدم اکران آن به آینده موکول شد.
طبق شرایط و قرائن این فیلم که داستانی مرتبط با شخص رئیس‌جمهور دارد، هم‌اکنون توقیف شده‌است و پیش‌بینی می‌شود این اتفاق واکنشی در ادامه حاشیه‌های اکران نوروزی باشد.

## رفع توقیف فیلم
پس از گذشت یک سال این فیلم با اصلاحات جزئی رفع توقیف شد.